# 4221 Picasso
4221 Picasso este un asteroid din centura principală, descoperit pe 13 martie 1988 de Jeff Alu.